# 大塚剛央
大塚剛央（日语：／ Ōtsuka Takeo，1992年10月19日—），日本的男性聲優。東京都出身。隸屬於I'm Enterprise。

## 經歷
日本播音演技研究所畢業，目前為I'm Enterprise旗下的聲優。2020年時，為第十四回聲優獎新人男優獎得主之一。
2024年5月31日宣布結婚。

## 出演作品

### 電視動畫
2016年
- 藍海少女！（學生們、棒球社B、潛水夥伴B）

2017年
- 快盜天使雙胞胎BREAK（アリ戰鬥員）
- 帶著智慧型手機闖蕩異世界。（男）
- 咕嚕咕嚕魔法陣（第3作）（魔王歌唱）

2018年
- 黃金神威（士兵們）
- 最終休止符 -無止境的螺旋物語-（休止符A）
- 千銃士（青年貴族）
- 偶像學園Friends！（粉絲）
- 強風吹拂（藏原走〈阿走〉）
- 刀劍神域 Alicization（村民）
- 卡片戰鬥!! 先導者（學生A）
- 梅露可物語-無精打采的少年與瓶中少女-（シンフォウル）

2019年
- Dimension High School（綠丘流星）
- Endro～！（塞拉騎士）
- 南無阿彌陀佛!-蓮台 UTENA-（魔羅）
- 擅長捉弄人的高木同學2（他クラスの男子2）
- BEASTARS（克洛、提姆、羚羊、鱷魚、客人）
- Z/X Code reunion（一刀齋的弟子）
- Fate/Grand Order -絕對魔獸戰線巴比倫尼亞-（烏魯克士兵）
- 星合之空（足高智嗣、裁判）
- 高分少女II（觀眾）

2020年
- 排球少年！！ TO THE TOP（籃球社、黑石純二）
- 請在伸展台上微笑（男性員工、男學生A）
- 神之塔 -Tower of God-（德德·坎佐）
- 卡片戰鬥!! 先導者 外傳 -if-
- ARGONAVIS from BanG Dream! ANIMATION（男子A）
- 籃球少年王（男學生）
- 炎炎消防隊 貳之章（德山小隊長）
- 科學超電磁砲T（阿拓）
- 大貴族（塔基奧）
- 無能力者娜娜（委員、小弟B）
- 憂國的莫里亞蒂（ルシアン・アトウッド）
- 在魔王城說晚安（波賽頓）
- 名偵探柯南（山田）
- 全員惡玉（男）

2021年
- BEASTARS 第2期（克洛、提姆）
- 弱角友崎同學（松本大地）
- 再見了，我的克拉默（男學生）
- 聖女魔力無所不能（騎士）
- SSSS.DYNAZENON（CM旁白、主持人）
- 影宅（傑勒德）
- 不要欺負我，長瀞同學（男性、男子）
- 白金終局（奏的替身）

2022年
- 最遊記RELOAD -ZEROIN-（妖怪）
- 平凡職業造就世界最強 2nd season（近藤禮一）
- ORIENT 東方少年（山中盛鹿）
- 射擊覺醒！激鬥瓶蓋人DX（流行椪田／樽甲彈蓋王-柑橘）
- 女性向遊戲世界對路人角色很不友好（里昂·馮·巴魯特法爾特[3]）
- 盾之勇者成名錄 Season2（旅人）
- 卡片戰鬥!! 先導者 will+Dress（成員）
- 影宅 -2nd Season-（傑勒德）
- 打工吧！！魔王大人（店員）
- 因為是反派大小姐所以養了魔王（馬克斯）
- 機動戰士GUNDAM 水星的魔女（勞達·尼爾）
- 孤獨搖滾！（學生、樂團成員）

2023年
- 最強陰陽師的異世界轉生記（魯夫特·蘭布羅格）
- 物之古物奇譚（岐兵馬[4]）
- FLAGLIA～暑假物語～（メル[5]）
- 卡片戰鬥!! 先導者 will+Dress（隊員）
- Sugar Apple Fairy Tale（柯里福特）
- Opus.COLORs 色彩高校星（學生們）
- 機動戰士GUNDAM 水星的魔女 Season2（勞達·尼爾）
- 絆之Allele（兔緹老師）
- 【我推的孩子】（阿奎亞[6]）
- 和山田談場Lv999的戀愛（漆黑的Aqua）
- 為美好的世界獻上爆焰！（雷克斯）
- 物之古物奇譚 第二章（岐兵馬）
- AI電子基因（須堂光[7]）
- 奇異賢伴 黑色天使（奏多[8]）
- BLEACH 千年血戰篇（技術開發局局員）
- 重生者的魔法一定要特別（辛格·艾克斯）
- 靠著魔法藥水在異世界活下去！（亞藍[9]）
- 家裡蹲吸血姬的鬱悶（貴族A）
- 藥師少女的獨語（壬氏[10]）
- 我想成為影之強者！ 2nd season（二葉）
- 我的新上司是天然呆（麥克風☆王子）

2024年
- 弱角友崎同學 2nd STAGE（松本大地）
- 百千家的妖怪王子（七守葵／鵺[11]）
- 烈焰先鋒 救國的橘衣消防員（友寄信治）
- 指尖相觸，戀戀不捨（蘆沖櫻志[12]）
- Wonderful 光之美少女！（嘎嗷／昴）
- 失憶投捕（國都英一郎[13]）
- 單人房、日照一般、附天使。（瀨野修一）
- 鬼滅之刃 柱訓練篇
- 黃昏光影（本條雪孝）
- 【我推的孩子】 第2期（阿奎亞[14]）
- Animation x Paralympic：誰是你的英雄？（藤冴貴[15]）
- 多數欠（平山義明[16]）
- 一兆＄遊戲（天王寺陽[17]）
- 尋神的旅途（一葉[18]）
- 最狂輔助職業【話術士】世界最強戰團聽我號令（凱姆·拉札）

2025年
- 在沖繩喜歡上的女孩方言講得太過令人困擾（中村照秋[19]）
- 金牌得主（明浦路司[20]）
- 藥師少女的獨語 第2期（壬氏[21]）
- 卡片戰鬥!! 先導者 Divinez（八雲カゲツ[22]）
- S級怪獸《貝希摩斯》被誤認成小貓，成為精靈女孩的騎士（寵物）一起生活（塞德里克）
- 殿下與狗（千丸）
- 不幸職業【鑑定士】其實是最強的（傑斯帕[23]）
- 受到猩猩之神庇佑的大小姐受到王立騎士團寵愛（路易·史卡雷爾[24]）
- 薰香花朵凛然綻放（高橋友誠）
- 盾之勇者成名錄 Season4（瓦那爾[25]）
- 身為暗殺者的我明顯比勇者還強（織田晶[26]）
- GNOSIA（雷木楠[27]）
- 魔法藥水救救我（亞述[28]）

2026年
- 金牌得主（第2期）（明浦路司[29]）
- 遭到流放的轉生重騎士憑藉遊戲知識大開無雙（埃爾瑪·埃德文[30]）

時期未定
- 泛而不精的我被逐出了勇者隊伍（歐倫·杜拉[31]）

### OVA
2020年
- 排球少年！！陸VS空（潜尚保）

### 劇場版動畫
2018年
- 詩季織織（李墨）

2019年
- HELLO WORLD（男學生）
- 我們的七日戰爭（本庄博人[32]）

2021年
- 電影 再見了，我的克拉默 First Touch（加藤）
- 刀劍神域劇場版 -Progressive- 無星夜的詠嘆調

2022年
- 鹿王 尤娜與約定之旅
- 怪盜皇后喜歡馬戲團
- 刀劍神域劇場版 -Progressive- 陰沉薄暮的詼諧曲（凜德）

2023年
- 北極百貨的秋乃小姐（埃爾[33]）

2024年
- （伊勢屋[34]）

### 遊戲
- 神魔之塔 （聖庭審訊•梵蒂岡）
- 美男惡徒 在闇夜中展開的惡愛(艾爾伯特·格瑞特)

2019年
- 怪物彈珠 （2019年－2022年 殭林柏、薩赫蛋糕、阿哈特）

2021年
- 安琪莉可 luminarise （奏太）
- 偶像大師SideM（眉見銳心）

2023年
- 最终幻想XVI（約書亞・羅茲菲德<青年期>）

2024年
- 崩壞：星穹鐵道 （星期日）

2025年
- 闪电十一人 英雄们的胜利之路 （四川堂我流）
- 刀劍亂舞 （古備前信房）

### 外語配音

#### 動畫
2024年
- 龍族 -The Blazing Dawn-（愷撒·加圖索[35]）

## 外部連結
- 大塚剛央OFFICIAL SITE （页面存档备份，存于）
- 大塚剛央的X（前Twitter）（日語）